# Gobierno de Cataluña 2012-2015
Es el gobierno de la Generalidad de Cataluña que va entre 2012 y 2015 correspondiendo al X legislatura parlamentaria del periodo democrático. Este ejecutivo sucede al Gobierno de Cataluña 2010 - 2012 presidido también por Artur Mas. 

## Cronología
Tras las elecciones anticipadas celebradas el 25 de noviembre, CIU pierde 12 escaños y se ve obligado a pactar con ERC, aun así, decide seguir gobernando en minoría. El 28 de diciembre Artur Mas presenta el nuevo gobierno:

## Estructura del gobierno
| Cargo                                                                                                 | Titular                                       | Titular |
| Cargo                                                                                                 | 29 de diciembre de 2012 - 22 de junio de 2015 |         |
| --- | --------------------------------------------- | ------- |
| Presidente de la Generalidad de Cataluña                                                              | Artur Mas i Gavarró (CDC)                     |         |
| Vicepresidenta de la Generalidad de Cataluña y Consejera de Gobernación y Relaciones Institucionales. | Joana Ortega i Alemany (UDC)                  |         |
| Consejero de Economía y Conocimiento                                                                  | Andreu Mas-Colell (CDC)                       |         |
| Consejera de Educación                                                                                | Irene Rigau i Oliver (CDC)                    |         |
| Consejero de Sanidad                                                                                  | Boi Ruiz i Garcia (indepndiente)              |         |
| Consejero del Interior                                                                                | Ramón Espadaler i Parcerisas (UDC) (nuevo)    |         |
| Consejero de Territorio y Sostenibilidad                                                              | Santi Vila i Vicente (CDC) (nuevo)            |         |
| Consejero de Cultura                                                                                  | Ferran Mascarell i Canalda (independiente)    |         |
| Consejero de Agricultura, Ganadería, Pesca, Alimentación y Medio Ambiente                             | Josep Maria Pelegrí i Aixut (UDC)             |         |
| Consejero de Bienestar Social y Familia                                                               | Neus Munté i Fernández (CDC) (nueva)          |         |
| Consejero de Empresa y Ocupación                                                                      | Felip Puig i Godes (CDC) (cambio)             |         |
| Consejera de Justícia                                                                                 | Germà Gordó i Aubarell (CDC) (nuevo)          |         |
| Consejero de Presidencia y Portavoz del Gobierno (cargo nuevo)                                        | Francesc Homs i Molist (CDC)                  |         |
| Secretario de Gobierno                                                                                | Jordi Baiget i Cantons (CDC) (nuevo)          |         |

El 22 de junio de 2015, tras la ruptura de CIU, los 3 Consejeros de Unión dimitieron de sus cargos obligando a Artur Mas a formar un nuevo gobierno:
| Cargo                                                                                             | Titular                                    | Titular |
| Cargo                                                                                             | 22 de junio de 2015                        |         |
| ------------------------------------------------------------------------------------------------- | ------------------------------------------ | ------- |
| Presidente de la Generalidad de Cataluña                                                          | Artur Mas i Gavarró (CDC)                  |         |
| Vicepresidenta de la Generalitat, Consejera de Bienestar Social y Familia y Portavoz del Gobierno | Neus Munté i Fernández (CDC) (cambio)      |         |
| Consejero de Economía y Conocimiento                                                              | Andreu Mas-Colell (CDC)                    |         |
| Consejera de Educación                                                                            | Irene Rigau i Oliver (CDC)                 |         |
| Consejero de Sanidad                                                                              | Boi Ruiz i Garcia (indepndiente)           |         |
| Consejero del Interior                                                                            | Jordi Jané i Guasch (CDC) (nuevo)          |         |
| Consejero de Territorio y Sostenibilidad                                                          | Santi Vila i Vicente (CDC)                 |         |
| Consejero de Cultura                                                                              | Ferran Mascarell i Canalda (independiente) |         |
| Consejero de Agricultura, Ganadería, Pesca, Alimentación y Medio Ambiente                         | Jordi Ciuraneta i Riu (CDC) (nuevo)        |         |
| Consejera de Gobernación y Relaciones Institucionales                                             | Meritxell Borràs i Solé (CDC) (nueva)      |         |
| Consejero de Empresa y Ocupación                                                                  | Felip Puig i Godes (CDC)                   |         |
| Consejera de Justícia                                                                             | Germà Gordó i Aubarell (CDC)               |         |
| Consejero de Presidencia                                                                          | Francesc Homs i Molist (CDC)               |         |
| Secretario de Gobierno                                                                            | Jordi Baiget i Cantons (CDC)               |         |